# Бинг (Оклахома)
Бинг (енгл. Byng) град је у америчкој савезној држави Оклахома.

## Демографија
По попису из 2010. године број становника је 1.175, што је 85 (7,8%) становника више него 2000. године.
| Група             | 2000.       | 2010.       |
| Белци             | 801 (73,5%) | 748 (63,7%) |
| Афроамериканци    | 22 (2,0%)   | 25 (2,1%)   |
| Азијати           | 0 (0,0%)    | 4 (0,3%)    |
| Хиспаноамериканци | 36 (3,3%)   | 56 (4,8%)   |
| Укупно            | 1.090       | 1.175       |